# سانتو أنتاو (الرأس الأخضر)
سانتو أنتاو أكبر جزيرة من جزر جمهورية الرأس الأخضر، اسم الجزيرة يعني بالبرتغالية «القديس أنتونيوس».

## الجغرافيا
تضاريس الجزيرة جبلية بركانية، أعلى جبل فيها هو جبل قمة كوروا، والذي يصل ارتفاعه إلى 1979م.